# Fog Bay
Fog Bay är en vik i Australien. Den ligger i territoriet Northern Territory, omkring 73 kilometer sydväst om territoriets huvudstad Darwin.
Trakten runt Fog Bay är nära nog obefolkad, med mindre än två invånare per kvadratkilometer. Savannklimat råder i trakten. Genomsnittlig årsnederbörd är 1 887 millimeter. Den regnigaste månaden är januari, med i genomsnitt 539 mm nederbörd, och den torraste är augusti, med 1 mm nederbörd.